# Die Hütte
Die Hütte – Ein Wochenende mit Gott ist ein Roman des kanadischen Autors William P. Young. In den USA erschien er 2007 im Selbstverlag Windblown Media als The Shack. Bis März 2009 wurden fast ausschließlich durch Mundpropaganda über sechs Millionen Exemplare der Originalausgabe verkauft. Weltweit erreichte der New-York-Times-Bestseller bis Ende 2016 eine Auflage von 22 Millionen Exemplaren.

## Inhalt
Die Hütte spielt in den USA. Hauptfigur ist Mackenzie Allen Philips, genannt „Mack“. Er ist mit Nan verheiratet, sie haben fünf Kinder, denen Mack ein liebevoller Vater ist.
Vier Jahre vor der eigentlichen Handlung macht Mack mit den drei jüngsten Kindern Campingurlaub am Wallowa Lake, einem See in der Nähe von Joseph, Oregon. Als die älteren beiden mit dem Kanu kentern und der Sohn unter Wasser eingeklemmt ist, springt Mack ins Wasser und rettet ihn. Zurück am Lagerplatz stellt sich heraus, dass die sechsjährige Missy innerhalb der wenigen Minuten verschwunden ist. Ein Zeuge hat sie auf dem Beifahrersitz eines Geländewagens gesehen. Die Polizei wird eingeschaltet und findet Indizien dafür, dass Missy von einem bereits bekannten Serienmörder entführt wurde. Wie die vier anderen Opfer bleibt auch Missy verschollen, aber hoch oben im Gebirge wird erst das Entführungsfahrzeug und dann, in einer verlassenen Hütte, Missys Kleid gefunden, zerfetzt und blutgetränkt. Mack bricht unter dem gewaltigen Schmerz zusammen und versinkt in Depressionen und Schuldgefühlen, er selbst nennt es „die Große Traurigkeit“, die nun sein Leben beherrscht.
Am Anfang der Haupthandlung erhält Mack einen Brief, dessen Absender ihn auffordert, sich am Wochenende mit ihm in eben jener Hütte zu treffen. Der Brief ist nur mit „Papa“ unterzeichnet. Macks Vater war ein Kirchenältester und Alkoholiker, der seine Familie schwer misshandelte und insbesondere den 13-jährigen Mack bei einer Gelegenheit so prügelte, dass dieser darauf versuchte, seinen Vater zu vergiften und sein Elternhaus für immer verließ. Mack fragt sich nun, von wem der Brief stammt: Von seinem Vater? Von Missys Mörder? Oder gar von Gott selbst, den seine Frau Nan herzlich „Papa“ nennt, zu dem er selbst aber keine richtige Beziehung hat?
Mit einem üblen Scherz rechnend, verheimlicht Mack den Brief vor seiner Familie und begibt sich allein zu der verschneiten und verlassenen Hütte. An der Stelle, wo Missys Kleid gelegen hat, ist der Blutfleck immer noch sichtbar. Der Anblick löst in ihm einen Wutanfall aus, in dem er die Einrichtung kurz und klein schlägt und seinen Hass auf den Gott, der Missys Tod nicht verhindert hat, aus sich heraus brüllt. Frustriert will er wieder gehen, doch da verwandelt sich die umgebende Winterlandschaft plötzlich in eine sommerwarme und paradiesisch schöne Umgebung. Vor der Hütte, die nun ein einladendes, gemütliches Blockhaus ist, begegnet er Verkörperungen der drei Personen der Dreieinigkeit. Gott der Vater erscheint als fürsorgliche Afroamerikanerin, die sich von ihm „Papa“ nennen lässt und in der Küche arbeitet, Jesus Christus als hebräischer Handwerker, der oft in seiner Werkstatt zu tun hat, und der Heilige Geist als asiatische Frau mit Namen Sarayu („Wind“), die sich um den Garten kümmert.
Der Hauptteil des Buches gibt die zahlreichen langen Gespräche wieder, die Mack im Laufe des Wochenendes mit „Papa“, Jesus und Sarayu führt. Der in höchstem Grade liebe- und respektvolle Umgang der drei Gottespersonen miteinander beeindruckt ihn tief. Die Gespräche drehen sich zunächst allgemein um das Wesen Gottes und seine Beziehung zur Menschheit, später jedoch zunehmend um Missys Schicksal und Macks persönliche Beziehung zu Gott. Mack bekommt einen Einblick in Gottes Perspektive auf die Welt und beginnt zu verstehen, wieso es gerade ein Ausdruck von Gottes Liebe ist, nicht einfach alles Böse zu verhindern. Er begegnet außerdem Sophia, der Weisheit, die ihm aufzeigt, welche Konsequenzen es hat, wenn er über andere Menschen oder über Gott zu Gericht sitzt, indem sie ihn beispielhaft dazu zwingt, über seine eigenen Kinder so zu richten, wie Gott seiner Ansicht nach über die Menschen richten soll. Zutiefst bewegt begegnet Mack anschließend der im Jenseits lebenden Missy; es geht ihr gut, und sie freut sich auf ihn.
Später kann er sich unter Gottes Einfluss dazu überwinden, sich mit seinem eigenen Vater auszusöhnen und am letzten Tag sogar dem Mörder seiner Tochter nach einem langen seelischen Kampf zu vergeben. Darauf zeigt „Papa“ ihm die Höhle in den Bergen, in der Missys Leichnam versteckt liegt, den sie gemeinsam zur Hütte bringen und in einem wunderschönen Sarg, den Jesus während des Wochenendes nach Missys eigenen Ideen gebaut hat, in dem chaotisch-bunten Garten beerdigen, von dem Mack erfahren hat, dass er seine eigene Seele darstellt.
Mack wird zuletzt vor die Wahl gestellt, ob er mit Gott ins Jenseits gehen und gleich mit Missy zusammen sein oder aber zu seiner Familie ins irdische Dasein zurückkehren möchte. Er entscheidet sich für seine Familie, worauf er allein in der nun wieder winterlichen Hütte erwacht, als hätte er alles nur geträumt.
Auf der Rückfahrt wird Mack bei einem Verkehrsunfall schwer verletzt und ist vier Tage lang bewusstlos. Erstaunt erfährt er anschließend, dass der Unfall an dem Tag geschehen ist, an dem er zur Hütte hingefahren ist, er also das Wochenende nach menschlichem Ermessen nicht dort verbracht haben kann.
Dennoch kann er später die Polizei zu der Höhle mit Missys Leiche führen. Anhand der dort gefundenen Spuren wird der Täter gefasst. Mack hasst ihn jedoch nicht mehr, sondern möchte sich mit ihm treffen. Die „Große Traurigkeit“ ist aus seinem Leben verschwunden, tiefe Liebe prägt ihn nun.

## Entstehung
William Paul Young schrieb The Shack 2005 als Weihnachtsgeschenk für seine sechs zum Teil schon erwachsenen Kinder. Freunde, die die Geschichte lasen, drängten ihn, sie zu veröffentlichen. Da sich kein Verlag dafür fand, gründete Young zusammen mit zwei Partnern Windblown Media, mit dem einzigen Zweck, dieses Buch herauszubringen. Young arbeitet im Buch eigene Erfahrungen mit Missbrauch, Leid und dem Leben als Missionarskind auf; dabei dient ihm die Hütte als Metapher für das „Haus, das man aus seinem eigenen Schmerz baut“.
Der Roman Die Hütte – Ein Wochenende mit Gott erschien am 15. Juni 2009 auf Deutsch in dem zur Ullstein Buchverlagsgruppe gehörenden Allegria Verlag.

## Wirkung
Das Buch war 70 Wochen die Nummer 1 der Bestsellerliste der New York Times. Anfang 2010 waren weltweit über 10 Millionen Exemplare in 30 verschiedenen Sprachen verkauft. 2018 waren bereits 23 Millionen Exemplare in 51 Sprachen vertrieben worden.
Durch den überraschenden Verkaufserfolg und die für viele Leser inspirierende Botschaft hat das Buch viel positive Resonanz erfahren. Kritik kommt aus theologisch konservativen Kreisen z. B. wegen der Darstellung der Dreieinigkeit oder aus literarischen Kreisen wegen textlicher Unzulänglichkeiten. 
Die Kritik konservativer christlicher Theologen richtet sich dabei nicht nur gegen die Darstellung der Dreieinigkeit. Georg Walter stellt eine Liste von 20 Kritikpunkten auf. Unter anderem würden Walter zufolge das Gefühl über- und der Verstand unterbewertet. Damit komme es auch zu einer Unterbewertung jeder theologischen Wahrheit. Es werde eine New-Age-Religiosität mit pantheistischen Vorstellungen vermittelt. Die Bibel und christliche Gemeinden würden abgewertet.

## Verfilmung
Die Handlung wurde im Jahr 2016 unter dem Titel Die Hütte – Ein Wochenende mit Gott verfilmt (orig. The Shack); ein Trailer wurde am 1. Dezember 2016 veröffentlicht, der Filmstart in den USA war am 3. März 2017, im deutschen Sprachraum am 6. April 2017.
Die Verfilmung kam als Regiearbeit von Stuart Hazeldine in die deutschen Kinos. In wesentlichen Hauptrollen spielen Sam Worthington als Mack, Radha Mitchell als seine Frau und Octavia Spencer zunächst als unterstützende Nachbarin und später als „Papa“.

### Unterschiede zwischen Film und Roman
Im Film haben Mack und Nan keine fünf Kinder, sondern nur die drei, mit denen sie leben bzw. mit denen Mack auf den Campingplatz fährt. Es gibt im Film zunächst nur den Hinweis der Haarnadel mit dem Marienkäfer auf den Entführer von Missy. Mack bekommt das Fahrzeug zudem geliehen, statt es sich zu nehmen, während sein Freund noch Angelzeug holt. Im Film wird außerdem darauf verzichtet, dass Mack die Polizei zu der Höhle mit Missys Leiche führt. Der Rückblick über die Entführung von Missy findet im Film an einem anderen Zeitpunkt statt als im Buch. Das Ende unterscheidet sich zudem auch.